# (25004) 1998 OF10
A (25004) 1998 OF10 a Naprendszer kisbolygóövében található aszteroida. Eric Walter Elst fedezte fel 1998. július 26-án.